# Tőke (közgazdaságtan)
Tőkén a hosszabb időre befektethető pénzt, anyagi és szellemi javakat értjük. A klasszikus közgazdaságtan szerint a tőke az alapvető termelési tényezők összessége, ami vállalkozás elindításához és fenntartásához szükséges.

## A tőke szerepe a gazdaságban
A tőke a szabad piacgazdaságok működését lehetővé tevő aktív elem. A nemzetgazdaságok növekedését a tőke áramlást kezelő bankrendszer biztosítja, amely a gazdaság megtakarításainak (azaz a társadalmi szinten megjelenő jövedelmek fogyasztási célokon túlmutató maradványainak) összegyűjtésével fedezi az újabb és újabb befektetéseket (azaz a megtakarított jövedelmek hosszabb távú felhasználása annak gyarapítása érdekében)  hitelnyújtás formájában. (Bővebben 
A tőke felhalmozódással a befektetések aktívvá teszik a tőkét, ideális esetben megtérülő termelő eszközzé válik.

## A tőke jellege szerinti csoportosítás
1. Gazdasági tőke: a gazdaságban befektetett javak
2. Kulturális tőke:
  - Inkorporált: személyes képességek, műveltség, nyelvismeret, problémamegoldó képesség, minden, ami személyes képesség (ki milyen családból származik)
  - Tárgyiasult: kulturális javakkal ellátottság (könyvek, CD, színházbérlet)
  - Intézményesült: kulturális kompetencia (hozzáértés)
3. Szociális tőke (kapcsolati tőke): társadalmi-társasági kapcsolat, amely gazdasági tőkévé konvertálható (aki például jó kapcsolatokkal rendelkezik, az könnyen válik pénztőkéssé, vagy aki nagy kulturális tőkével rendelkezik, az – ha kívánja – könnyen jut jelentős vagyonhoz). Aki nem tud az uralkodó osztály kulturális követelményeinek megfelelően viselkedni, és aki nem rendelkezik megfelelő kapcsolatokkal az uralkodó osztályban, azt nem fogadják be, nem hagyja érvényesülni az uralkodó osztály.

## Tőkejövedelem
A tőkejövedelem egy adott évben a befektetett tőke (anyagi és szellemi javak) által létrehozott új érték (hozzáadott érték).
Formái:
- nemzetgazdasági szinten: a bruttó hazai termék;
- vállalkozásoknál: a nyereség, melynek mutatója a befektetett tőkére (tárgyi eszközök és munkabér terheinek összege) eső nyereség egy adott évben (mérlegből számítható adat);
- pénzintézeteknél: a befektetett megtakarítások által kitermelt nyereség, kamatjövedelem;
- lakosságnál: például ingatlan bérbeadásából keletkező adózott jövedelem.